# Xantus' alk
Xantus' alk (Synthliboramphus hypoleucus) is een vogel uit de familie Alcidae (alken). De vogel werd in 1860 beschreven als Brachyrhamphus hypoleucus door John Xantus de Vesey. Het is een bedreigde, endemische zeevogelsoort in Baja California (Mexico).

## Kenmerken

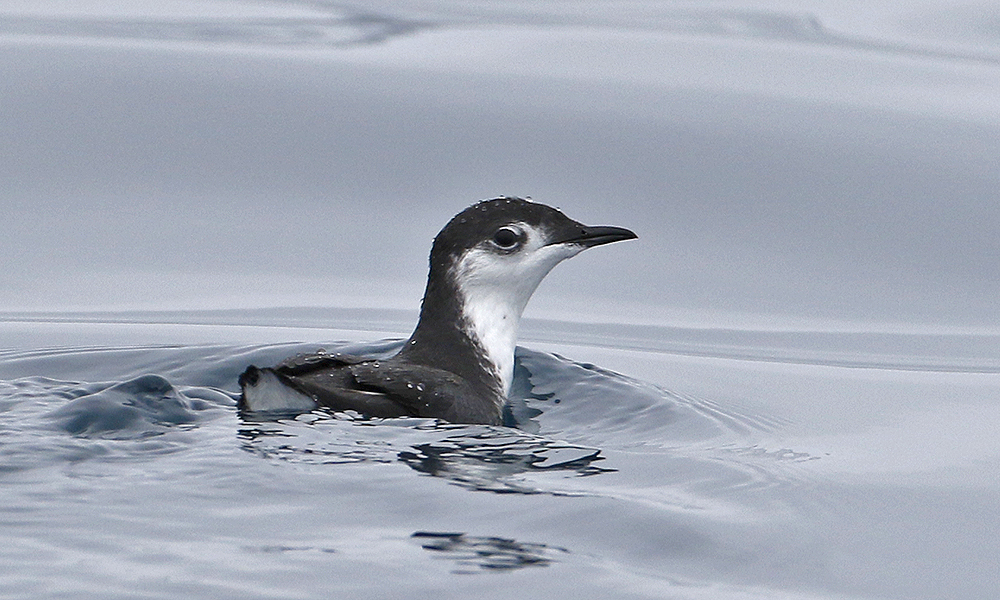
Xantus alk

De vogel is 23 tot 25 cm lang. Het is een kleine soort alk, met een korte, slanke snavel. De vogel is van boven zwart met een grijze waas in het verenkleed en van onder is de vogel wit. Karakteristiek voor deze soort is de scheiding tussen het wit van de onderzijde en het zwart rond het oog met een smalle witte boog in het zwart boven het oog die tussen de snavel en het oog opgaat in het wit van de keel.

## Verspreiding en leefgebied
Deze soort is endemisch in noordwestelijk Baja California (de westkust van Mexico). Daar broedt de vogel op eilandjes met steile hellingen en rotskloven. Buiten de broedtijd verblijven de vogels op open zee in de buurt van de broedplaatsen, waarbij sommige dieren zich naar het noorden verplaatsen tot aan de kust van Oregon (VS).

## Status
Xantus' alk heeft een beperkt broedgebied en daardoor is de kans op uitsterven aanwezig. De grootte van de populatie werd in 2016 door BirdLife International geschat op 7500 individuen en de populatie-aantallen nemen af. De eilanden waarop ze broeden zijn niet vrij van ratten en verwilderde katten, die een gevaar vormen voor broedende vogels, hun eieren en hun kuikens. Verder bestaat er een risico op olievervuiling en bovendien verdrinken zeevogels in drijfnetten van de beroepsvisserij. Om deze redenen staat deze soort als bedreigd op de Rode Lijst van de IUCN.